# Likokallio (ö i Birkaland)
Likokallio är en ö i Finland. Den ligger i sjön Seinäjärvi och i kommunen Virdois i den ekonomiska regionen  Övre Birkalands ekonomiska region  och landskapet Birkaland, i den sydvästra delen av landet, 260 km norr om huvudstaden Helsingfors. Öns area är 0,1 hektar och dess största längd är 60 meter i sydöst-nordvästlig riktning.